# 鵯 (水雷艇)
|                | |
| 艦歴           | |
| 計画           | 昭和9年度計画（②計画） |
| 起工           | 1934年11月26日 |
| 進水           | 1935年10月25日 |
| 就役           | 1936年12月20日竣工 |
| その後         | 1944年11月17日雷撃により沈没                                                                                                |
| 除籍           | 1945年1月10日 |
| 要目（竣工時） | |
| 排水量         | 基準：840英トン 公試：960トン                                                                                               |
| 全長           | 88.50m |
| 全幅           | 8.18m |
| 吃水           | 2.76m |
| 機関           | ロ号艦本式缶2基 艦本式タービン2基 2軸、19,000馬力                                                                           |
| 速力           | 30.5ノット |
| 航続距離       | 14ノットで4,000海里 |
| 燃料           | 重油：245トン |
| 乗員           | 129名 |
| 兵装           | 45口径十一年式12cm単装砲3門 53cm3連装魚雷発射管1基3門 （六年式魚雷3本） 40mm機銃1挺（雉、鷺、鳩は毘式） （雁は25mm機銃1挺） |

鵯（ひよどり）は、日本海軍の水雷艇。鴻型の2番艇。

## 艇歴
1934年（昭和9年）11月24日、鵯と命名され、水雷艇に類別。同年11月26日に東京石川島造船所で起工。1935年（昭和10年）10月25日進水。1936年（昭和11年）12月20日に竣工し、横須賀鎮守府籍、第一水雷隊に編入された。
日中戦争では、華南沿岸作戦、揚子江遡行作戦と参加。1939年、舟山島攻略作戦（6月20日から7月18日）に参加。敵はおらず、無血占領となった。同年12月1日、舞鶴鎮守府に転籍。1941年、「鵯」は第一船団の護衛および上陸掩護を任務とする第一護衛隊の一隻として南部仏印進駐（ふ号作戦）に参加した。
太平洋戦争開戦時、第二遣支艦隊第十五戦隊に所属。水雷艇「雉」、「雁」とともに南支部隊の監視部隊乙監視部隊として香港攻略作戦に参加した。12月8日、「鵯」から陸戦隊が上陸して馬尾州灯台を占領したというが、戦史叢書では「雁」が馬尾洲燈台通信機関を破壊したとあり、「鵯」の行動についての記載はない。12月19日には砲台からの砲撃を受け、12月21日には敵魚雷艇らしきものに対して砲撃、後無人のライターと判明し拿捕したという。
1942年4月10日、第二遣支艦隊附属となる。中国の飛行場が利用された4月のドーリットル空襲後、浙江省方面の航空基地覆滅を目的としたせ号作戦が実施された。これに呼応して5月20日に実施された川石島攻略に「鵯」は「橋立」とともに従事した。
9月14日、外南洋部隊編入が命じられる。パラオへの補給任務に従事ののち、陸軍部隊を輸送する沖輸送の船団護衛に従事。「汐風」、「鴻」とともに輸送船4隻を護衛して9月26日に香港を出港し、10月7日にパラオに入港した。パラオからは「鵯」護衛組は10月8日に出港し、10月14日にラバウルに着いた。
11月18日、「鵯」と「鴻」はラエへ横浜鎮守府第五特別陸戦隊の一部および航空基地用機材を揚陸した。11月21日、2隻はラエへの糧食、弾薬輸送のためラバウル出港。翌日、空襲で損傷した「鴻」は引き返した。「鵯」も至近弾により負傷者3名を出したが輸送には成功し、またB-17を1機撃墜して1名を捕虜としたという。
1943年1月15日、輸送船「山霜丸」を護衛してコロンバンガラ島へ向けてショートランド発。途中空襲を受け、敵機5機を撃墜したとする。翌日未明に「山霜丸」の荷揚げは完了し、帰投。輸送内容は横浜鎮守府第七特別陸戦隊高射機銃中隊であった。1月17日にはレカタへ第十二防空隊の一部を輸送した「津軽」を、1月22日にもレカタへの輸送を行った「津軽」と「黒潮」を護衛した。1月30日、「第二十三号駆潜艇」とともに「第二東亞丸」を護衛してラバウル発。輸送内容は第八連合特別陸戦隊司令部であった。途中空襲を受け、「鵯」は1機を撃墜したとする。空襲で「第二東亞丸」は航行不能となり、「鵯」は陸戦隊を収容してコロンバンガラ島へ揚陸した。
2月16日、「能代丸」を護衛してラバウル発。同日、ラバウル南方で「第十八号駆潜艇」と協同して米潜水艦「アンバージャック」を爆雷攻撃で撃沈した。
4月10日、第四艦隊第二海上護衛隊に編入。以後、船団護衛に従事。11月30日、修理のため舞鶴で入渠。1944年7月18日、第一海上護衛隊に編入。
8月15日、佐世保発。マニラなどを経てサンジャックに入港。
11月17日、ミ20船団護衛中にアメリカ潜水艦「ガンネル」の雷撃を受け、海南島南方の北緯16度56分、東経110度30分で沈没した。「鵯」では、第一海上護衛隊運航指揮官小豆沢成大佐および「鵯」乗員120名のうち一人を除き全員戦死したとする。
1945年（昭和20年）1月10日に除籍。

## 歴代艇長
艤装員長
- 蘆田部一 大尉：1935年11月15日[31] -

水雷艇長
- 蘆田部一 少佐：1936年12月20日[32] - 1938年7月30日[33]
- 池沢政幸 少佐：1938年7月30日[33] - 1938年12月15日[34]
- 前川万衛 少佐：1938年12月15日[34] - 1940年10月15日[35]
- 竹内仁司 大尉：1940年10月15日[36] - 1941年9月5日[37]
- 山崎仁太郎 大尉：1941年9月5日[37] -